# Sundsvallsbukten

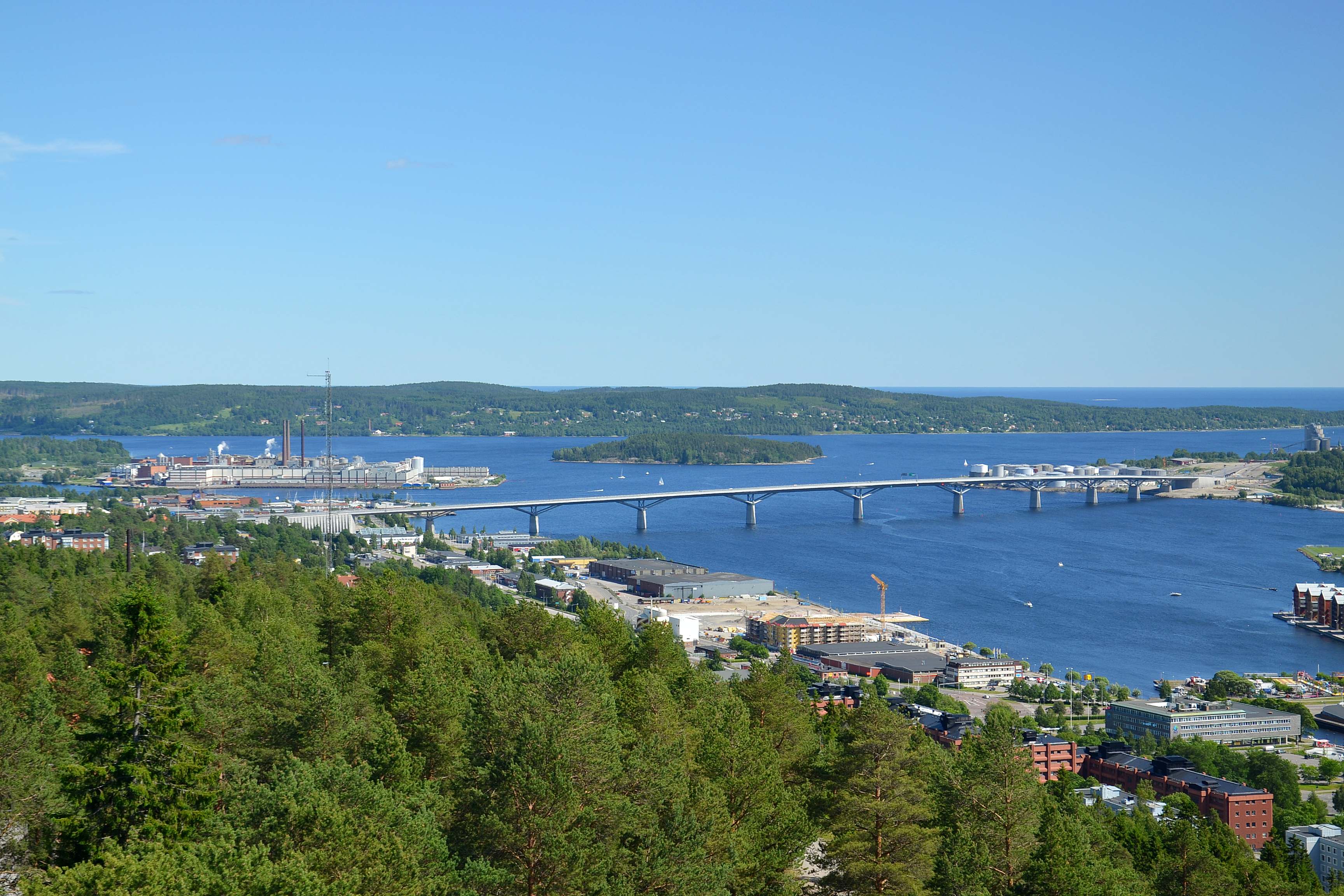
Sundsvallsbukten och Sundsvallsbron i juli 2015.

Sundsvallsbukten är en bukt utanför Sundsvall i Sverige.

## Föroreningar
Det finns ett dumpningsområde med 23 000 tunnor med avfall från den tidigare PVC-tillverkningen vid Stockviksverken. Tunnorna innehåller bland annat kvicksilverhaltiga katalysatormassor ingjutna i betong och dumpades på havsbotten under 1950- och 60-talen.